# Rue Erlanger
Ne doit pas être confondu avec Avenue Erlanger ou Villa Erlanger.
Pour les articles homonymes, voir Erlanger.
La rue Erlanger est une voie du 16e arrondissement de Paris, en France.

## Situation et accès
La rue Erlanger est une voie publique située dans le 16e arrondissement de Paris. Elle commence au 65, rue d'Auteuil et finit boulevard Exelmans.
La rue est desservie par les stations Exelmans, Michel-Ange - Molitor, et Michel-Ange - Auteuil de la ligne 9 du métro de Paris, la deuxième étant également reliée à la ligne 10.

## Origine du nom
Cette voie est nommée d'après le banquier allemand Émile d'Erlanger (Francfort-sur-le-Main, 19 juin 1832 – Versailles, 22 mai 1911), propriétaire des terrains sur lesquels elle a été ouverte.

## Historique
La rue est créée par un décret du 30 novembre 1862 à la suite du démembrement du château du Coq, que le banquier allemand Émile d'Erlanger avait acquis l'année précédente. Le château avait appartenu un siècle plus tôt à Louis XV, qui s'y passionna pour la botanique, puis qui le transforma en garçonnière. Le roi fit donc réaliser une décoration luxueuse, tout en continuant à payer pour l'entretien des jardins. Il y vint une dernière fois en 1764, y retrouvant le poète Charles-Pierre Colardeau,.
Un arrêté du 19 août 1864 donne son nom à la voie. En 1869, elle est prolongée jusqu'au boulevard Murat.
Sous l'occupation allemande, cette rue fait partie de celles que le capitaine Paul Sézille, directeur de l'Institut d'étude des questions juives, voulait marquer d'une étoile jaune, en raison de l'origine juive d'Émile d'Erlanger. Ce projet n'aboutira pas.
En 1954, la partie de la rue Erlanger comprise entre le boulevard Exelmans et le boulevard Murat prend le nom de « rue du Général-Delestraint ».
En 1972, l'historien de Paris Jacques Hillairet note, sans citer son numéro, que « des fragments du mur d'enceinte du bois de Boulogne subsistent dans une propriété privée » de la rue.
Le 11 juin 1981, no 10 rue Erlanger, Issei Sagawa, un étudiant japonais, assassine et mange Renée Hartevelt, une étudiante néerlandaise. 
Dans la nuit du 4 au 5 février 2019, un incendie volontaire, provoqué par une personne résidente déséquilibrée, se déclare dans l'immeuble no 17 bis de cette rue. Le bilan humain est lourd : dix personnes meurent et 96 sont blessées, dont 8 pompiers,,.
La même année, le romancier Thomas Clerc, qui y a vécu durant son enfance, décrit ainsi cette rue : « belle comme une damnée, avec ses immeubles années 30, son calme et son inquiétude post-bourgeoise ».

## Bâtiments remarquables et lieux de mémoire
- No 5 : avenue Erlanger, voie privée.
- No 6 : Mike Brant (1947-1975) s'est suicidé par défenestration, du 6e étage de cet immeuble, le 25 avril 1975[10] ; c'était le domicile d'une amie. Depuis 2018, une place est dédiée au chanteur dans l'arrondissement, plus au nord[11].
- Nos 7 : hôtel particulier du romancier Pierre Alexis de Ponson du Terrail (1829-1871). Il est abîmé lors d'un bombardement en 1871, période de la guerre franco-allemande et de la Commune de Paris. Il est par la suite démoli[12].
- Nos 9-11 : hôtel particulier « dans le style d'une villa à l'italienne » construit pour Camille Weber par l'architecte Paul Sédille en 1884. Il emploie de nombreux matériaux décoratifs (brique bicolore, meulière, panneaux de marbre, terre cuite et émaillée). En 1926, un bâtiment annexe est construit par Robert Fournier. Le bâtiment est acquis en 1949 par les sœurs auxiliatrices de la Charité, qui y installent leur maison-mère[1]. Il accueille une crèche depuis le tournant des années 2000-2010[12].
- No 10 : Issei Sagawa (1949-2022), dit « le Japonais cannibale », y a tué et en partie mangé Renée Hartevelt le 11 juin 1981[10],[13].
- No 12 : le sculpteur Jean-Paul Aubé (1837-1916) y résida[1], de même qu'en 1919 le père Couturier (1897-1954), qui y installe sa chambre et son atelier de peintre[5].
- No 17 : le romancier suisse Édouard Rod (1857-1910) y résida[1]. Le bâtiment d'origine a disparu ; il s'agit de nos jours d'un immeuble moderne.
- No 17 bis : le 5 février 2019, l'incendie volontaire d'un immeuble enclavé situé en arrière et accessible par le numéro 17 provoque dix morts, soit le pire bilan pour un incendie à Paris depuis quatorze ans[10].
- No 21 : 
  - Dans les années 1920, légation du Costa Rica[14].
  - De nos jours, dans un bâtiment moderne, école primaire privée catholique Notre-Dame-des-Oiseaux. Elle est membre de la fondation Pierre Fourier – Alix Le Clerc (chanoinesses de Saint-Augustin de la congrégation Notre-Dame). L'ensemble scolaire dispose aussi d'un collège-lycée, situé dans le même quartier, 12 rue Michel-Ange[15],[16].

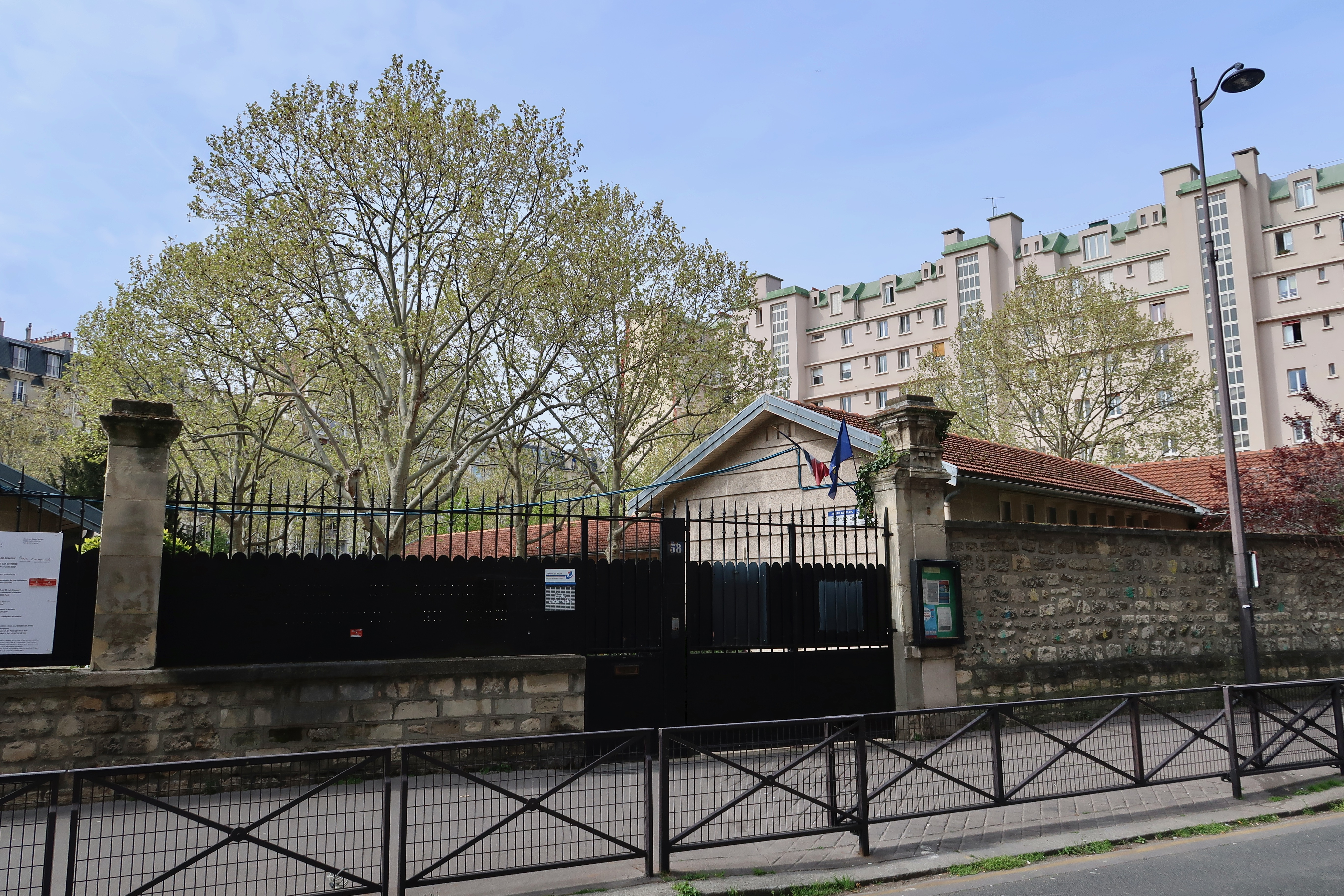
École maternelle de la rue Erlanger.

- No 23 : le général Louis André (1838-1913), compromis dans l'affaire des Fiches, y résida[1]. Le bâtiment d'origine a disparu ; il s'agit de nos jours d'un immeuble moderne.
- No 25 : villa Erlanger, voie privée.
- No 39 : ancien bâtiment de l'ambassade du Bangladesh en France.
- No 40 : domicile du résistant Henri Garry (1909-1944), où l'opératrice radio Noor Inayat Khan (1914-1944) le rencontre le 17 juin 1943[17],[18].
- No 49 : le compositeur Isaac Albéniz (1860-1909) y réside de 1897 à 1904 ; une plaque lui rend hommage[1].
- No 53 : atelier du sculpteur Léopold Morice (1843-1920), détruit dans l'entre-deux-guerres pour permettre la construction du temple protestant d'Auteuil[5], membre de l'Église protestante unie de France[19]. Un nouveau bâtiment est érigé dans les années 1970.
- No 58 : école maternelle publique Erlanger. Datant environ du début des années 1950, elle est l'objet d'un projet immobilier au tournant des années 2010-2020, afin de reconstruire l'établissement, au-dessus duquel seront édifiés des logements, ce qui suscite la colère de la mairie d'arrondissement et de plusieurs associations, qui évoquent notamment une « école-prison » où les enfants « ne verront pratiquement jamais le soleil »[20]. Il est également prévu d'y construire une crèche et une pension de famille. En janvier 2021, le tribunal administratif de Paris annule le permis de construire, le projet étant jugé « inadapté par son architecture et sa densité »[21].
- No 75 : lieu d'une tragique « souricière », où tombèrent le 18 juillet 1944 les résistants responsables de l'OJC Maurice Loebenberg, Henry Pohorylès, André Amar, César Chamay, Ernest Appenzeller et Jacques Lazarus[22].
- No 81 : demeure de l'auteur d'origine perse Serge Rezvani (né en 1928). « Pendant la guerre, la petite chambre au fond de la cour servit de lieu de rencontre à toutes sortes de gens. Non seulement on venait consulter mon père sur la tournure que pouvaient prendre les événements (combien d'hommes politiques, de résistants, d'Allemands, de trafiquants, combien d'émissaires de tous bords se sont glissés par la porte-fenêtre du 81, rue Erlanger !) mais aussi une fois qu’on avait goûté au charme que dégageait ce lieu hors du commun, on y revenait pour le simple plaisir[23]. »

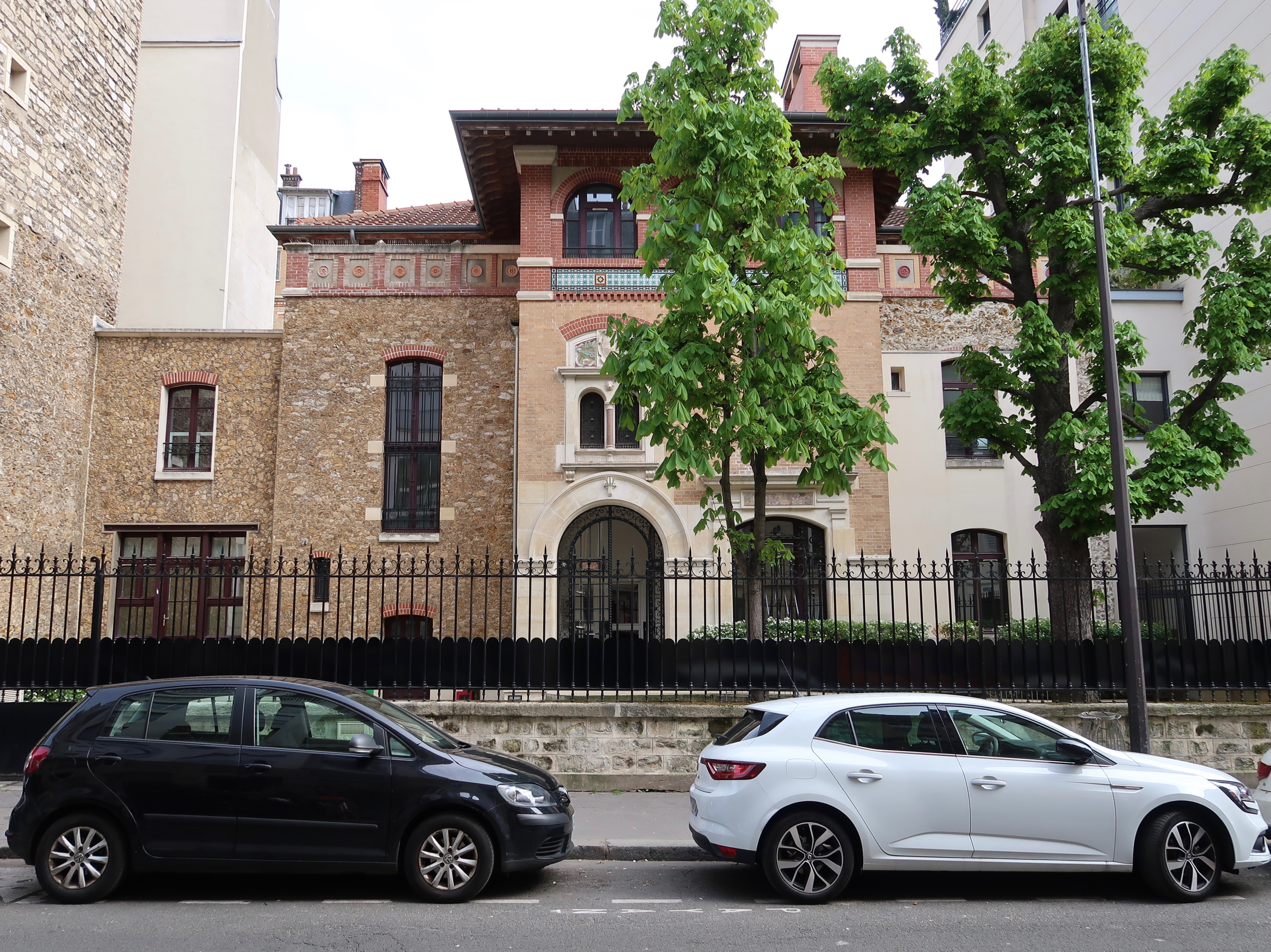
No 9.
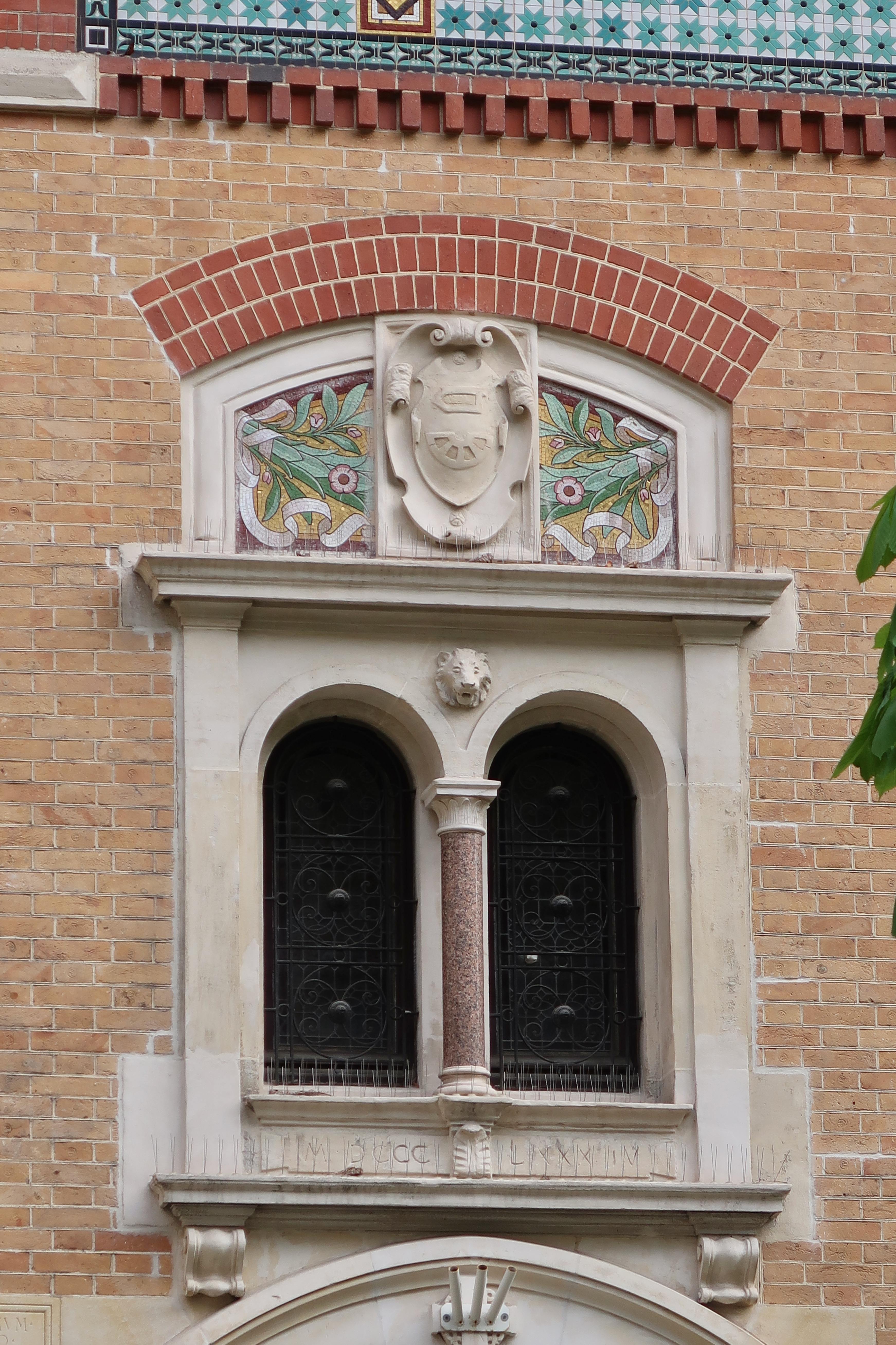
Détail de la façade du no 9.
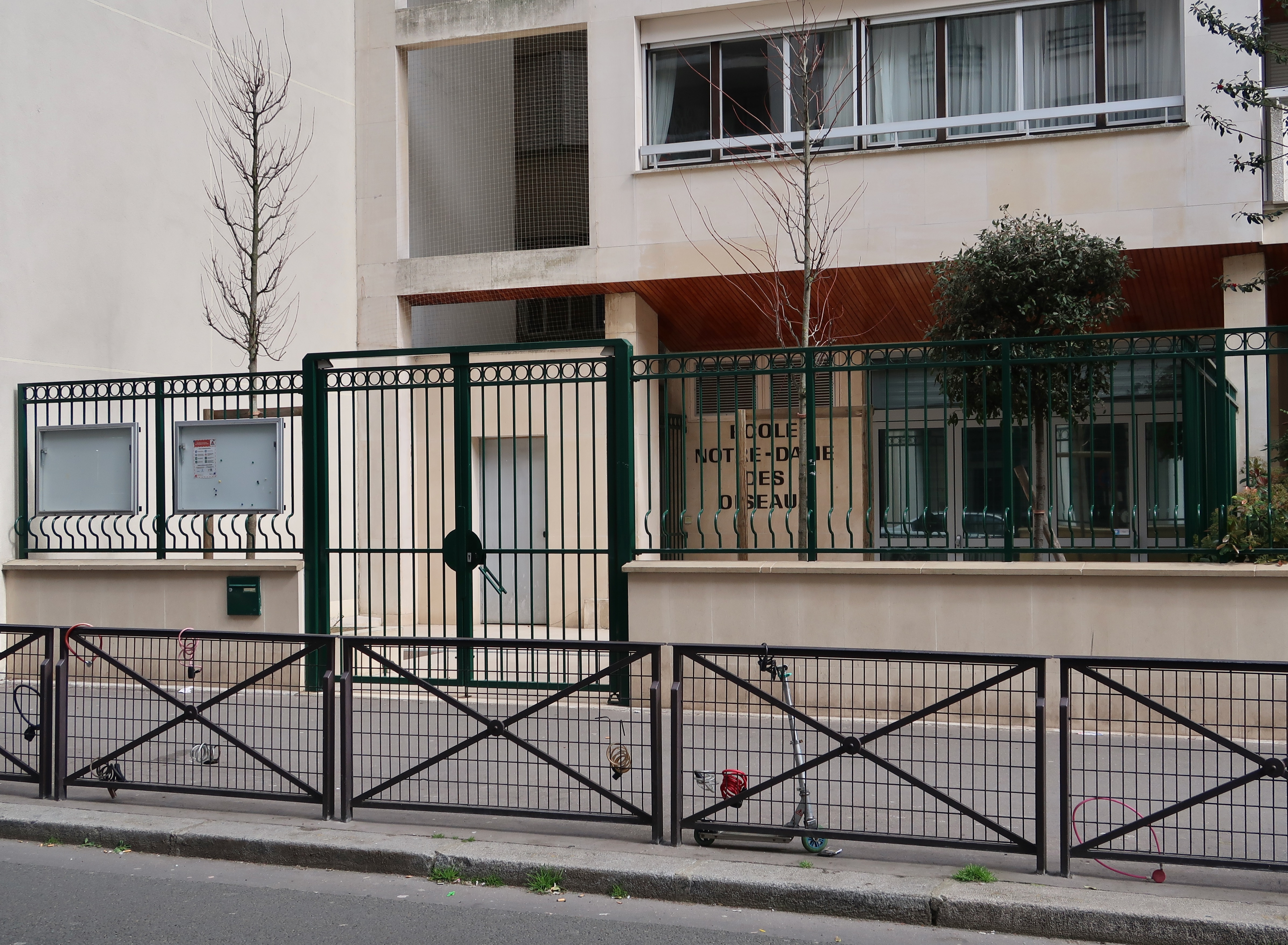
No 21.
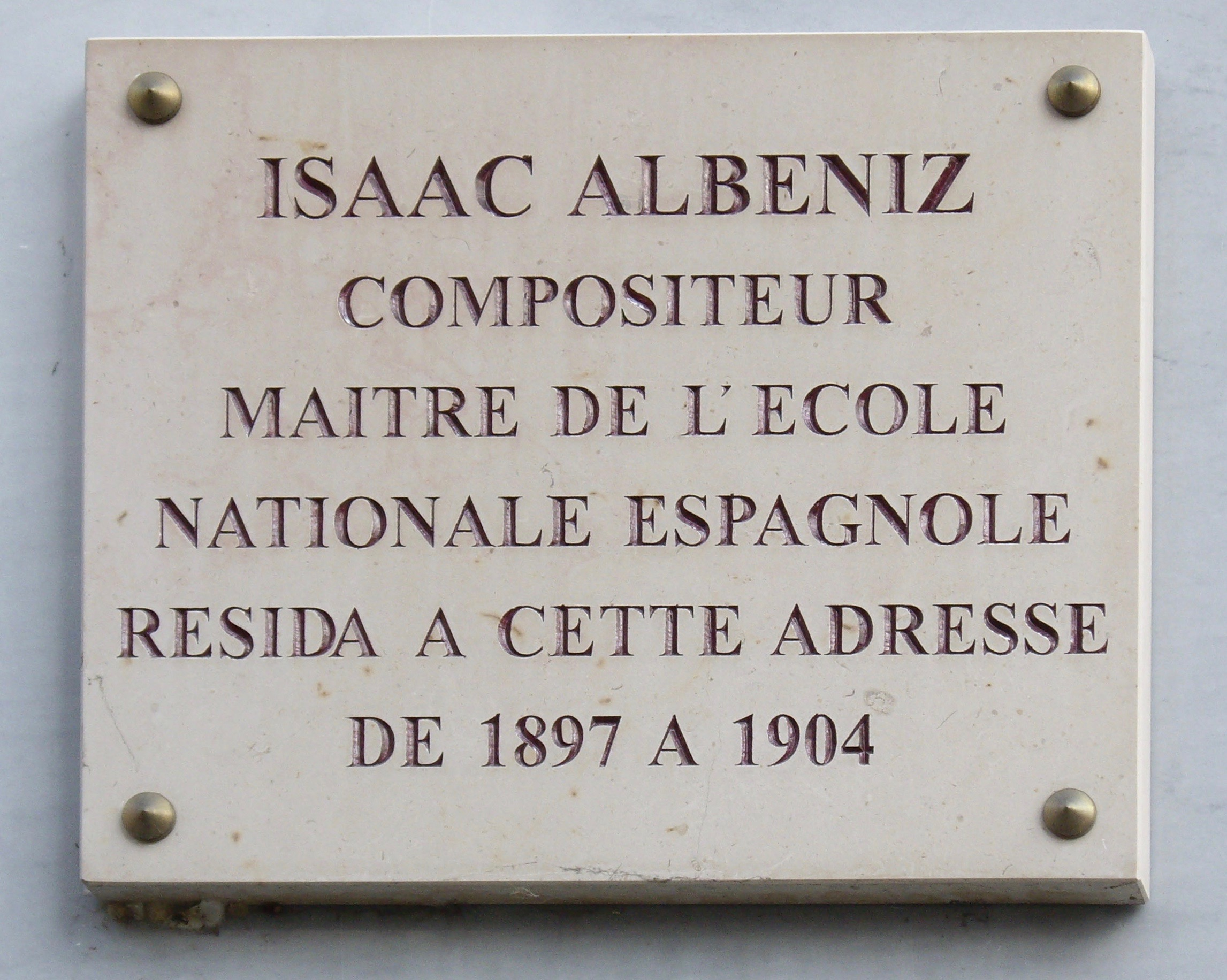
Plaque au no 49.
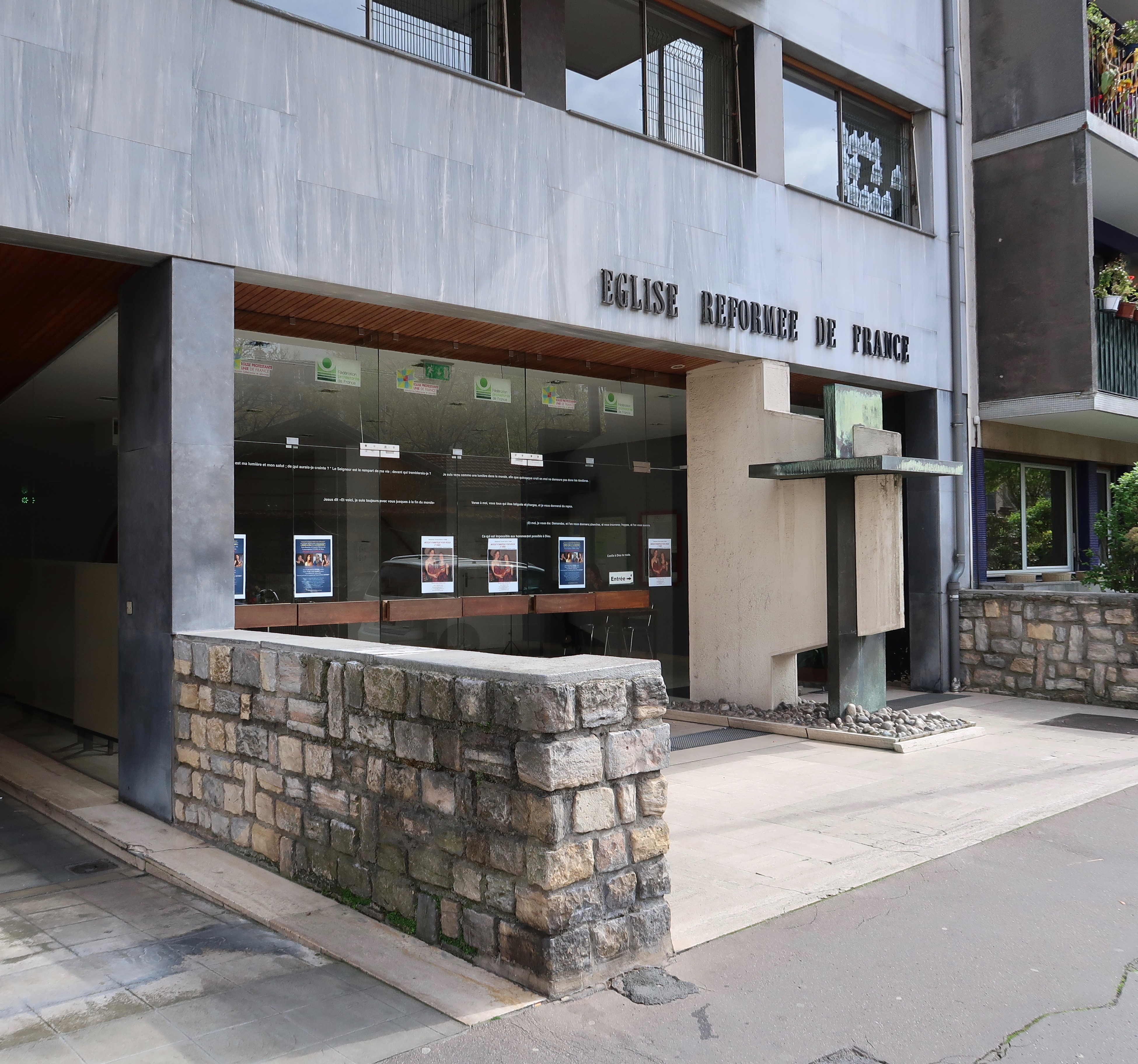
No 53.

- L'écrivain Jean Echenoz place la rue Erlanger au centre de son roman Vie de Gérard Fulmard (2020) en en faisant le domicile du héros éponyme et en relatant au fil du livre les différents événements majeurs qui s'y sont produits ces dernières années[24].